# 洛巴尼夫卡 (哈爾科夫區)
50°16′7″N 36°11′18″E / 50.26861°N 36.18833°E
洛巴尼夫卡（烏克蘭語：Лобанівка）是位於烏克蘭東部的村莊，由哈爾科夫州哈爾科夫區的德爾哈奇市鎮負責管轄。該村始建於1850年，面積0.48平方公里，海拔高度132米，2001年人口191，人口密度每平方公里399.6人。